# 合江県
合江県（ごうこう-けん）は中華人民共和国四川省瀘州市に位置する県。

## 地理
合江県は長江上流、四川盆地辺縁部の赤水河の合流地帯に位置し、北東部は重慶市江津区、南は貴州省赤水市及び習水県、西は瀘州市竜馬潭区及び納渓区、南西は叙永県に接している。地勢は南高北低であり、県内には婁山山脈が位置する。

## 歴史
合江県は前115年（元鼎2年）、前漢により犍為郡に設置された符県を前身とする。新朝が成立すると符県は符信県と改称されたが、後漢により符節県、西晋により符県と改称された。347年（永和3年）、東晋は安楽県と改称し、益州東江陽郡の管轄とした。
南北朝時代になると南朝宋により安楽県は廃止されたが、南朝斉により再び安楽県、安楽戍が設置されている。564年（保定4年）、北周は安楽戍を廃止し合江県を設置している。
564年、南朝梁により瀘州江陽郡の下に合江県が設置され現在に至る。

## 行政区画
- 街道:符陽街道、臨港街道
- 鎮:望竜鎮、白沙鎮、先市鎮、堯壩鎮、九支鎮、鳳鳴鎮、榕山鎮、白鹿鎮、甘雨鎮、福宝鎮、先灘鎮、大橋鎮、車輞鎮、白米鎮、法王寺鎮、神臂城鎮、石竜鎮、真竜鎮、茘江鎮

## 交通
道路
高速道路
- 蓉遵高速道路（中国語版）（成瀘高速道路（中国語版）を兼ねる）

省道
- 308省道

## 健康・医療・衛生
- 合江県人民医院
- 合江県中医医院